# ギデオン
ギデオン（英語: Gideon または Gedeon、ヘブライ語: גִּדְעוֹן (Gid'on)）とは、ヘブライ人の士師である。「破壊者」の意味で、「強力な戦士」または「（木の）伐採者」を指す。彼の物語は『士師記』に記録されており、その記述は『旧約聖書』に編纂されている。彼の物語は6章から8章にかけて書かれている。彼は信仰の人の例として、『ヘブライ人への手紙』の中でも名が挙げられている。

## 家系
ギデオンはマナセ族のアビエゼル人のヨアシュの息子。

## 歴史
『士師記』における一連のパターンがそうであるように、イスラエル人はカナン人に対するデボラの勝利がもたらした40年間の平和の後に再び神（ヤハウェ）から離れ、神は近隣諸国のミディアン人とアマレク人による攻撃を容認した。神はイスラエル人を解放し、偶像礼拝を非難するために、マナセ族の中でも目立たない一族から一人の若者ギデオンを選び出した。
彼自身の立場も神の命令も非常に不確実なものであったので、彼は連夜互いに正反対の事が遂行されるという二度の奇跡を、神の意志である事の証拠として要請した。

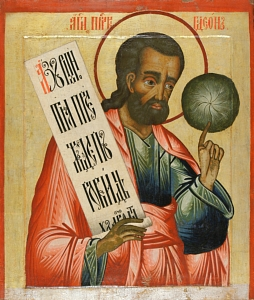
ギデオンの18世紀ロシアのイコン（キジ修道院のイコノスタシス、カレリア、ロシア）

神の命令によって、ギデオンは都市にある異国の神バアルのための祭壇と、その傍らにある女神アシェラの像を破壊した。彼はヨルダン川とイズレエルの谷に野営したミディアンとアマレクの軍隊に会うために、アシェル、ゼブルン、ナフタリの部族へ使者を遣わし、同じ事を彼自身の部族であるマナセにも実施して民を結集させた。
しかし神はギデオンに、彼が集めた民があまりにも多すぎるので、イスラエル人は神が彼らを救われたことを認める代わりに、彼ら自身の力によって勝利を得たと主張することになるだろうと告げた。神は始めに怖れを抱いている人々を家に送り戻すよう指示した。それでギデオンは幾らかの者が立ち去ることを許可し、二万二千人の者は家に戻り、一万人が残った。それでも、神によれば数はまだ多すぎた。
夜中に、神はギデオンにミディアン人の宿営に接近せよと指示した。ギデオンはミディアン人のある男が、神がミディアン人をギデオンにお与えになった、という夢を仲間に話すのを耳にした。ギデオンは神による激励と啓示のゆえに神を崇拝した。ギデオンはイスラエルの宿営に戻り、自軍の兵士たち各々にラッパと土器の中に隠した松明とを与えた。三つの軍団に分け、ギデオンと三百人は敵の宿営へと進軍した。

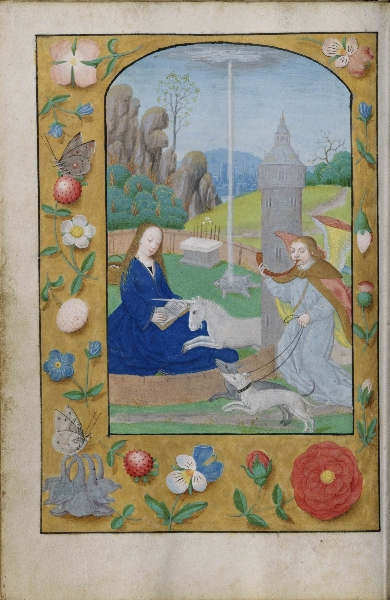
マリアの象徴としてのギデオンの羊毛。「一角獣を狩る受胎告知」（1500年頃）による。オランダ語の時祷書から。難解な図像学である、「閉ざされた園」を参照。

ギデオンは、退却するミディアン人と二人の将軍オレブとゼエブを追跡するために、使者を送ってエフライム人を先にイスラエルの地に連れて来た。ギデオンと三百人は、ミディアンの二人の王であるゼバとツァルムナを追跡した。彼が追跡における援助を求めた時、スコトとペヌエルの人々は断り、ギデオンを嘲った。二人の王を捕らえた後、ギデオンはスコトの人々を懲らしめ、ペヌエルの塔を取り壊し、そこにいた全ての人々を殺した。最終的にギデオン自身が、自分の兄弟たちの死に対する処罰としてゼバとツァルムナを殺した。
イスラエル人はギデオンに彼らの王となるよう嘆願したが、ギデオンは彼らの支配者は神のみであると告げて断った。とはいえ、彼がエフォドを作るために戦利品の純金を持ち帰り、それがイスラエル全体を再び神から離れさせる原因となったのは興味深いことである。ギデオンは妻として多くの女性をめとり、七十人の息子を持った。彼はまたそばめを持ち、彼女は男の子を産んでアビメレク（「私の父は王」の意）と名付けた。イスラエルにおける平和は、ギデオンの存命中40年間続いた。ギデオンが老衰で死ぬとすぐに、イスラエル人は再び偽りの神バアル・ベリトを崇拝し、ギデオンの一族を差し置くようになった。

## クリスチャンによる解釈
東方正教会と西方教会の両方において、ギデオンの羊毛はマリアの受胎告知の象徴であり、マリアは羊毛、キリストは露と見なされてきた。彼は東方正教会の聖人と見なされており、彼の聖人暦は9月26日に保たれている（それらの教会は、伝統的なユリウス暦に従っており、現在の9月26日は現代のグレゴリオ暦では10月9日に当たる）。また彼はローマ教皇の日曜日（クリスマス前の日曜日）に旧約聖書の他の義人たちと共に記念されている。彼は7月30日にアルメニア使徒教会の聖人の暦における聖なる一人として記念されている。